# Friedrich Suter (Mediziner)
Friedrich „Fritz“ Suter (* 14. März 1870 in Basel; † 30. Juli 1961 ebenda) war ein Schweizer Urologe, Chirurg und Hochschullehrer an der Universität Basel.

## Leben
Suters Vater Friedrich (1833–1873) stammte aus angesehener Familie in Zofingen, wuchs in der Ostschweiz auf und liess sich als Geschäftsmann in Basel nieder. Zwei Onkel von Suter wirkten als Offiziere im Ausland. Die Mutter Marie (1845–1945) stammte aus angesehener Familie in Basel, ihr Vater war Adolf Christ-Sarasin und nach dem frühen Tod des Vaters wuchsen die vier Kinder beim Grossvater auf. Suter war mit seiner Mutter zeitlebens eng verbunden, sie starb 1945 mit 100 Jahren. Suter studierte Medizin in Basel mit dem Staatsexamen 1895. Zu den prägenden Lehrern gehörten der Zoologe Ludwig Rütimeyer und der Physiologe Friedrich Miescher, unter dessen Anregung er mit zwei Kommilitonen als Student frühe Studien über den Einfluss des Hochgebirgsklimas auf den Organismus durchführte. Miescher war ein Pionier der Biochemie, starb aber schon 1895.

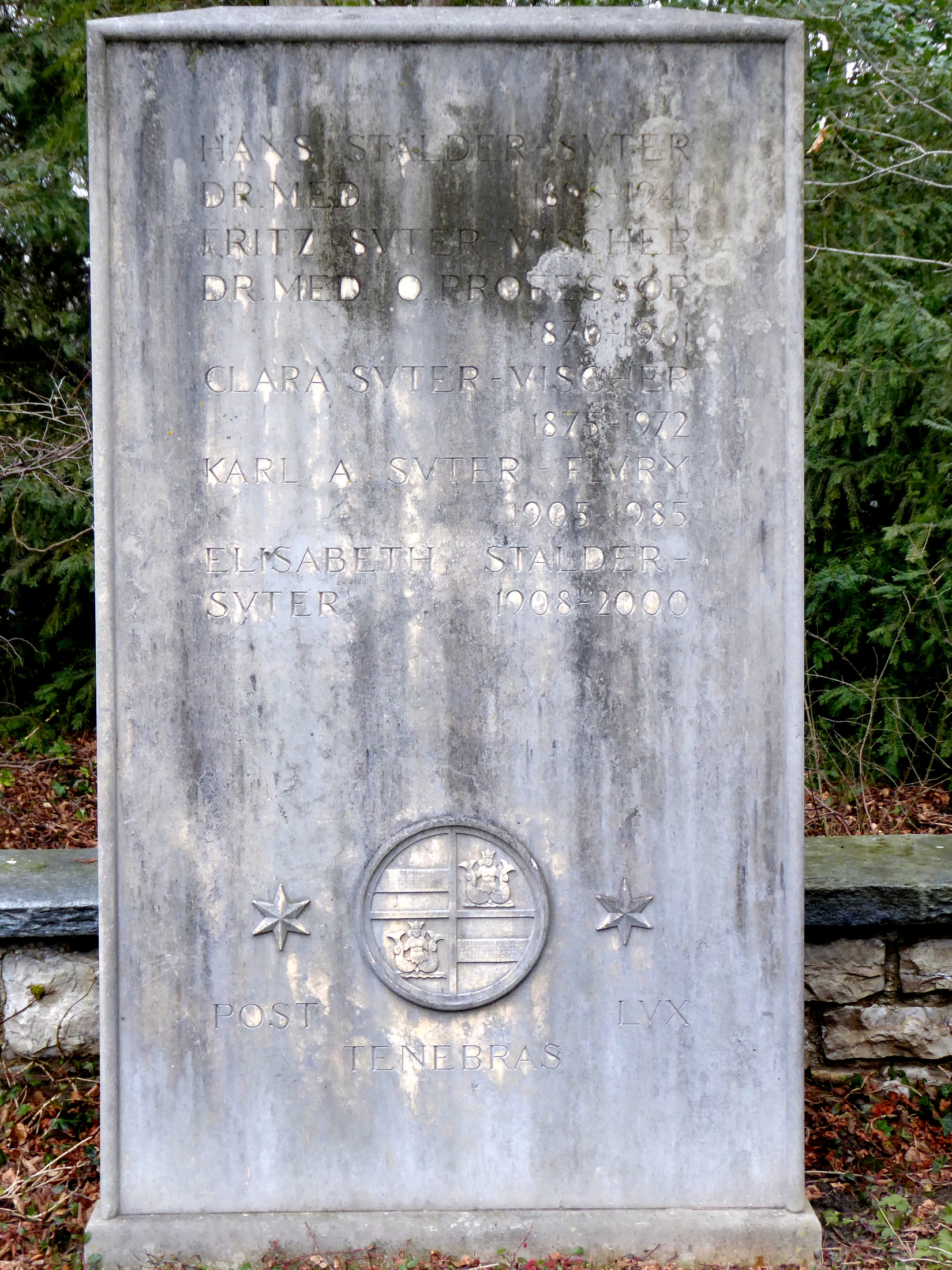
Familiengrab, Friedhof am Hörnli

Ab 1895 war Friedrich Suter zwei Jahre Assistent bei Hermann Immermann an der Medizinischen Klinik, an der der Oberarzt Alfred Jaquet ihn beeinflusste. 1897 veröffentlichte Suter eine Arbeit über das Verhalten des Aortenumfangs unter physiologischen Bedingungen und zeigte unter anderem, dass die Dehnbarkeit mit dem Alter abnimmt. 1897  wechselte er in die chirurgische Abteilung und war bis 1899 Assistent des Chirurgen August Socin, der auch urologische Eingriffe durchführte wie Prostatektomien bei gutartigen Prostatavergrösserungen. Socin starb an Typhus, wobei ihn Suter betreute (er stellte auch die korrekte Diagnose) und dabei selbst schwer an Typhus erkrankte. Nachdem er sich erholt hatte, wurde er vom Chirurgen und Urologen Emil Burckhardt, der sich damals für die Selbständigkeit der Urologie einsetzte, in dessen Privatklinik in Basel angestellt.
Nach Burckhardts Tod 1905 führte Suter die Klinik zusammen mit dem Chirurgen Ernst Hagenbach. 1913 erfolgte ein Neubau der Klinik (Klinik Sonnenrain), die er mit Hagenbach und zwei Frauenärzten betrieb. Suter habilitierte sich 1906 und wurde 1917 ausserordentlicher Professor mit einem Lehrauftrag für allgemeine Chirurgie. 1935 wurde er ordentlicher Professor, man räumte ihm aber im Bürgerspital Basel (damals das Universitätsspital) keine eigene Abteilung ein. Erst sein Nachfolger Heinrich Heusser etablierte die Urologie endgültig in Basel, als er 1945 Chefarzt der neu gegründeten zweiten chirurgischen Klinik am Bürgerspital wurde. Das Zentrum Suters Wirkens blieb seine Privatklinik.
Friedrich Suter bearbeitete zusammen mit Franz Volhard den Band 6 (Nieren und ableitende Harnwege) der zweiten Auflage des Handbuchs der inneren Medizin (1931) und er bearbeitete auch noch die vierte Auflage, die 1951 erschien, als er schon 81 Jahre alt war.
Er war Gründungsmitglied der Deutschen Gesellschaft für Urologie und der Internationalen Gesellschaft für Urologie. 1944 war er Gründungspräsident der Schweizerischen Gesellschaft für Urologie und 1947 organisierte er den ersten Nachkriegskongress der Internationalen Gesellschaft für Urologie in St. Moritz, an dem englische, französische und deutsche Urologen teilnahmen. Er war bis ins hohe Alter aktiv und operierte sogar noch bis 1960. Danach leitete ein Bruch eines Vorderarms seinen gesundheitlichen Niedergang ein.
1900 heiratete er Clara Vischer (1875–1972), mit der er fünf Söhne und drei Töchter hatte. Sein Sohn Emanuel Suter (1918–2014), das jüngste Kind, war Professor für Mikrobiologie an der Harvard Medical School und an der University of Florida in Gainesville. Seine letzte Ruhestätte fand Friedrich Suter auf dem Friedhof am Hörnli.